# Distrito de Szentlőrinc
El distrito de Szentlőrinc es un distrito húngaro perteneciente al condado de Baranya.

## Localidades
El distrito está conformado por una ciudad y 20 pueblos.
Ciudades
- Szentlőrinc

Pueblos
- Bicsérd
- Boda
- Bükkösd
- Cserdi
- Csonkamindszent
- Dinnyeberki
- Gerde
- Gyöngyfa
- Helesfa
- Hetvehely
- Kacsóta
- Királyegyháza
- Okorvölgy
- Pécsbagota
- Sumony
- Szabadszentkirály
- Szentdénes
- Szentkatalin
- Velény
- Zók